# Mariano San Miguel Urcelay
Mariano San Miguel Urcelay (ook: Mariano Sanmiguel Urcelay) (Oñate, Gipuzkoa, 8 december 1879 – (Vitoria) Madrid, 7 oktober 1935) was een Spaans componist en klarinettist.

## Levensloop
Als kleine jong ging hij al naar Madrid. Zijn studies deed hij in de academiën van verschillende militaire orkesten in Madrid. Hij speelde klarinet in verschillende banda's (harmonieorkesten) onder andere in de Banda de Alabarderos, maar ook in het Orquesta Sinfónica en als solist bij de Sociedad de Conciertos de Madrid. Verder was hij ook klarinet solist in de Capilla Real.
In 1910 was hij medeoprichter van de Sociedad de Conciertos de Cámara para instrumentos de viento (gezelschap voor blazers kamerconcerten).
In 1916 schreef hij een muzikale revue getitelt: Harmonia. Voor harmonieorkesten en militaire kapellen schreef hij meer dan 200 werken. Tegenwoordig is er nog een bewerking van Siegfrieds treurmars (Marcha Funeral de Sigfrido) uit Richard Wagners opera Götterdämmerung voor banda bij Spaanse bandas veel gespeeld.

## Trivia
In de stad Vitoria-Gasteiz is een straat naar hem vernoemd, de Calle del Músico Mariano San Miguel.

## Composities

### Werken voor harmonieorkest
- 1925 Mektub (Estaba Escrito), processiemars[1]
- 1929 El Héroe Muerto, processiemars
- A la memoria del Maestro Bretón
- Al Conjuro de un Vals, lied voor bariton en harmonieorkest
- Alé, paso doble torero vasco
- Ave Rex, hymne
- Bendita Tú Eres
- Ecce Homo
- El Primer Legionario, marcha militar
- Gloria in Excelsis, processiemars[2]
- Homenaje a Chapí, fantasie
- Juan Manuel, el Barbero, paso doble humorístico
- La Guardia de Alabarderos, marcha ordinaria[3]
- La Oreja De Oro (The Golden Ear), mars
- La Virgen Blanca
- ¿Las Tres Son?, tango
- Manolerías
- Marcha Religiosa
- Mater Dolorosa (over een thema uit het Stabat Mater van Miguel Hilarión Eslava)
- Nuestra Señora del Reina de los Ángeles
- Rey de Reyes
- Rosina, polka
- Tobarra, processiemars
- ¡Yo soy español!, paso doble

## Media
1. ↑  Mektub (Estaba Escrito) door "Banda Simfònica Santa Cecília d'Algemesí" o.l.v. Juanjo Visquert i Fas. Gearchiveerd op 10 september 2023.
2. ↑  Gloria in Excelsis door Banda de Música "María Santísima de la Esperanza" de Córdoba o.l.v. Francisco Javier León Ramírez
3. ↑  La Guardia de Alabarderos, marcha ordinaria. Gearchiveerd op 18 maart 2021.

- Biblioteca Nacional de España: XX1040409
- Bibliothèque nationale de France: cb139722191 (data)
- International Standard Name Identifier: 0000 0001 1739 9650
- Library of Congress Control Number: no00014845
- MusicBrainz: 1080b94d-5cf3-495c-816d-2571d339e724
- Virtual International Authority File: 6931114
- WorldCat: E39PBJf48cbB9v7rT7jVJvwwG3